# Jojobaolie
Jojobaolie is een vloeibare was.

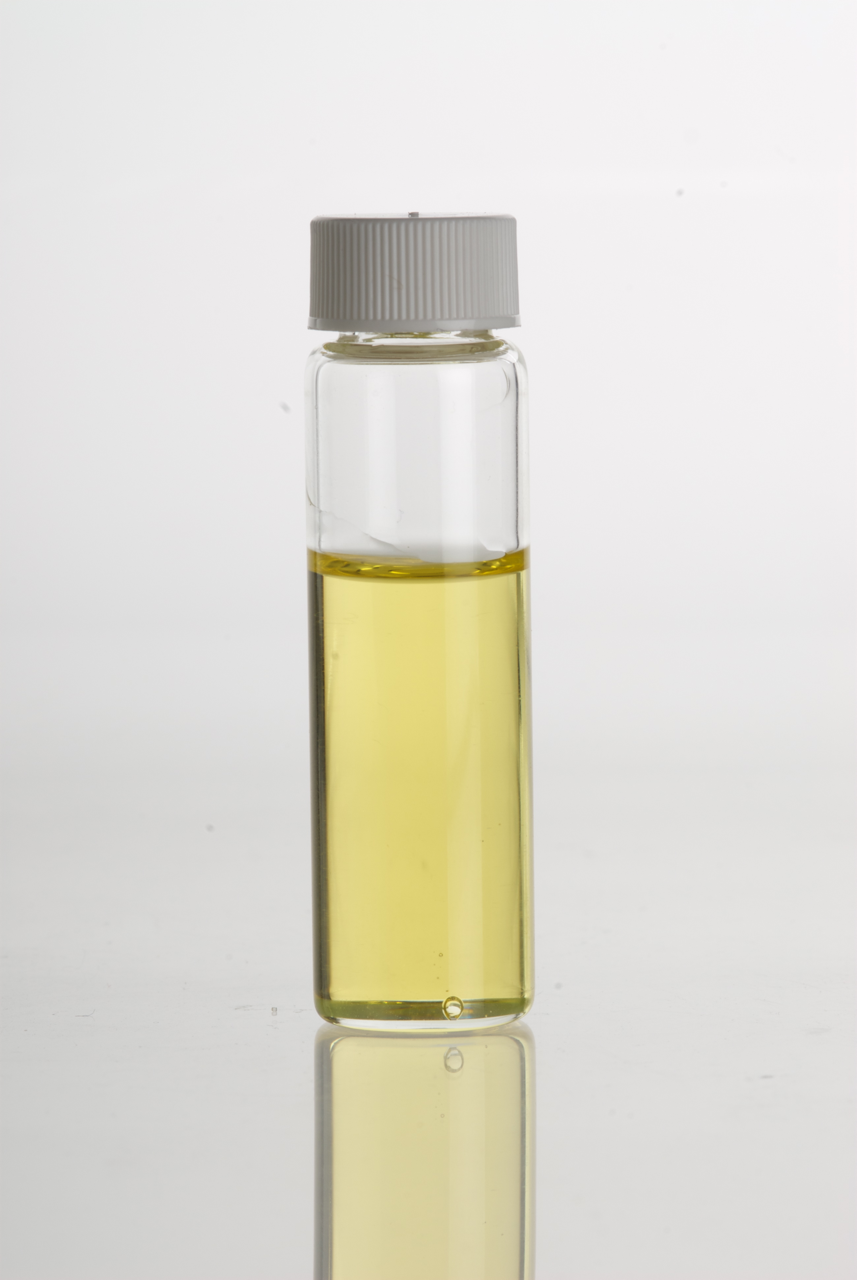
Jojobaolie

Hoewel jojobaolie door de chemische structuur een was genoemd zou moeten worden, spreekt men van olie omdat jojobaolie bij kamertemperatuur vloeibaar is. 
De olie wordt gewonnen uit de zaden van de jojobastruik Simmondsia Chinensis en is geel van kleur. Daarnaast is er een gebleekte variant in de handel die helder is. Jojobaolie wordt niet snel rans en heeft amper geur van zichzelf. Om deze reden wordt jojobaolie in cosmetica veel gebruikt; het is beduidend stabieler dan de meeste andere plantaardige oliën en hoeft niet geraffineerd te worden. 
Het wordt gebruikt in alle gangbare cosmetica waarin olie wordt gebruikt zoals crèmes, vette lotions en massageolie.